# Легг, Уильям, 5-й граф Дартмут
Уильям Уолтер Легг, 5-й граф Дартмут (англ. William Walter Legge, 5th Earl of Dartmouth; 12 августа 1823 — 4 августа 1891) — британский пэр и консервативный политик. Он носил титул учтивости — виконт Льюишем с 1823 по 1853 год.

## Карьера
Родился 12 августа 1823 года. Сын Уильяма Легга, 4-го графа Дартмута (1784—1853), и его первой жены, леди Фрэнсис Шарлотты Четвинд-Толбот (1801—1823), дочери Чарльза Четвинд-Толбота, 2-го графа Толбота.
Уильям Легг заседал в Палате общин Великобритании от Южного Стаффордшира (1849—1853).
22 ноября 1853 года после смерти своего отца Уильям Уолтер Легг унаследовал титулы 5-го графа Дартмута, 5-го виконта Льюишема (графство Кент) и 6-го барона Дартмута из Дартмута (графство Девон), став членом Палаты лордов.
Заместитель лейтенанта Стаффордшира (с 1852 года) и лорда-лейтенанта Стаффордшира (1887—1891).
Он сформировал 27-й Стаффордширский стрелковый добровольческий корпус в Патшуле 7 марта 1860 года во время паники по поводу французского вторжения и командовал им в чине капитана.

## Семья
9 июня 1846 года лорд Дартмут женился на леди Огасте Финч (? — 1 декабря 1900), дочери Хенейджа Финча, 5-го графа Эйлсфорда, и леди Огасты Софии Гревилл. У супругов было два сына и четыре дочери, умершие в детстве:
- Уильям Хенейдж Легг, 6-й граф Дартмут (6 мая 1851 — 11 марта 1936), старший сын и преемник отца.
- Достопочтенный Сэр Генри Чарльз Легг (4 ноября 1852 — 20 июня 1924).

## Наследие
В 1876 году земля из поместья лорда Дартмут была арендована в Куперс-Хилл для создания Дартмут-парка. Парк был открыт для публики графом 3 июня 1878 года. В 1919 году право собственности на парк было передано жителям Уэст-Бромиджа.